# Jetislor
Jetislor is een bestuurslaag in het regentschap Pacitan van de provincie Oost-Java, Indonesië. Jetislor telt 4042 inwoners (volkstelling 2010).